# Liste der Monuments historiques in Les Monthairons
Die Liste der Monuments historiques in Les Monthairons führt die Monuments historiques in der französischen Gemeinde Les Monthairons auf.

## Liste der Immobilien
| Bezeichnung                 | Beschreibung | Standort                      | Kennzeichnung | Schutzstatus | Datum | Bild           |
| --------------------------- | --- | ----------------------------- | ------------- | ------------ | ----- | -------------- |
| Domaine du Petit Monthairon | schlossartiges Anwesen, von 1857 bis 1859 erbaut, Architekt Louis Charles Demoget; zugehörig die Hofeinfriedung zwischen zwei Taubentürmen, die Terrasse und der Park mit Zierbauten, Eremitage und Kapelle aus dem 18. Jahrhundert | 34 le Petit Monthairon (Lage) | PA55000003    | Classé       | 1996  | weitere Bilder |